# فی-فی لی
فی-فی لی (به انگلیسی: Fei-Fei Li؛ متولد ۱۹۷۶)، که همچنین تحت نام لی فی-فی نیز مقاله می‌نویسد، استاد علوم کامپیوتر در دانشگاه استنفورد است. او در حال حاضر یکی از مدیران مؤسسه هوش مصنوعی انسان-محور استنفورد و آزمایشگاه بینایی و یادگیری استنفورد است. او از سال ۲۰۱۳ تا ۲۰۱۸ به عنوان مدیر آزمایشگاه هوش مصنوعی استانفورد   خدمت کرده‌است. در سال ۲۰۱۷، وی سازمان غیرانتفاعی «ای‌آی فور آل» را تأسیس کرد که در راستای افزایش تنوع نژادی در زمینه هوش مصنوعی فعالیت می‌کند. تخصص تحقیق لی شامل هوش مصنوعی، یادگیری ماشین، یادگیری عمیق، دید کامپیوتر و علوم اعصاب شناختی است. لی یکی از کارآمدترین محققان در زمینه هوش مصنوعی است. او دانشمند برجسته و محقق اصلی ایمیج‌نت بود که یک پروژه مهم در زمینه جمع‌آوری داده و بینایی رایانه است که منجر به انقلاب اخیر در زمینه یادگیری عمیق شد.

## تحصیلات
لی با خانواده اش از چین به آمریکا مهاجرت کرد و در پارسیپنی-تروی هیلز، نیوجرسی مستقر شد. او در سال ۱۹۹۵ از دبیرستان پارسیپنی فارغ‌التحصیل شد. در سال ۲۰۱۷ لی وارد سالن مشاهیر این دبیرستان شد. او در سال ۱۹۹۹ مدرک فوق لیسانس فیزیک خود را از دانشگاه پرینستون دریافت کرد. وی در سال ۲۰۰۵، مدرک دکترای خود را در زمینه مهندسی برق از موسسه فناوری کالیفرنیا دریافت کرد. استاد راهنمای اولیه او پیترو پرونا و استاد دوم وی کریستف کخ بودند که هر دو در آن زمان عضو هیئت علمی موسسه فناوری کالیفرنیا بودند. مطالعات دوره تحصیلات تکمیلی وی توسط بورسیه پژوهش‌های تکمیلی بنیاد ملی علوم  و The Paul & Daisy Soros Fellowships for New Americans پشتیبانی شد.

## حرفه
از سال ۲۰۰۵ تا اوت سال ۲۰۰۹، لی استادیار بخش برق و کامپیوتر در دانشگاه ایلینوی در اربانا-شمپین و گروه علوم کامپیوتر دانشگاه پرینستون بود. در سال ۲۰۰۹ او به عنوان استادیار به استنفورد پیوست و در سال ۲۰۱۲ به رتبه دانشیار عضو هیت علمی ارتقا پیدا کرد و سپس در سال ۲۰۱۷ استاد کامل شد. در سال ۲۰۰۶، به عنوان مدیر آزمایشگاه اطلاعات مصنوعی استنفورد در استنفورد خدمت کرد و در طول این دوره، سریع‌ترین رشد آزمایشگاه را تحت نظارت وی رخ داد. او به همراه دکتر جان اچمیندی  مدیر و مؤسس پیشگامی شهروندان دانشگاه استنفورد - هوش مصنوعی انسان‌محور  بود.
لی در طول مرخصی کاری خود از دانشگاه استنفورد از ژانویه ۲۰۱۷ تا پاییز سال ۲۰۱۸، به عنوان دانشمند اصلی هوش مصنوعی/یادگیری ماشین و نایب رئیس، به سکوی ابری گوگل پیوست. در گوگل وی بر توسعه محصولاتی مانند یادگیری ماشین خودکاره تمرکز داشت که سعی می‌کرد که فناوری هوش مصنوعی را دموکراتیزه کرده و موانع ورود کسب و کارها و توسعه دهندگان به این حوزه را کاهش دهد. در پاییز سال ۲۰۱۸ او به دانشگاه استنفورد و کار تدریس بازگشت.
لی همچنین برای کارهای غیرانتفاعی خود به عنوان مؤسس و رئیس سازمان غیرانتفاعی «ای‌آی فور آل» شناخته می‌شود که مأموریت آن آموزش نسل بعدی تکنولوژیست‌ها، متفکران و رهبران فناوری اطلاعات از طریق ترویج تنوع نژادی از طریق هوش مصنوعی انسانی‌محور است. پیش از تأسیس «ای‌آی فور آل» در سال ۲۰۱۷، لی و دانشجوی سابق او، اولگا روساکوفسکی، که در حال حاضر استادیار دانشگاه پرینستون است، مشترکاً برنامه مشابه‌ای به نام SAILORS) Stanford AI Lab OutReach Summers) را در استنفورد تأسیس و مدیریت کردند. SAILORS یک اردوگاه تابستانی سالانه در استنفورد بود که به دختران سال نهم دبیرستان فعال در زمینه تحصیل و تحقیق در هوش مصنوعی اختصاص داشت. این اردوگاه که در سال ۲۰۱۵ تأسیس شد و در سال ۲۰۱۷ نام خود را به AI4ALL @Stanford تغییر داد. در سال ۲۰۱۸، AI4ALL علاوه بر استنفورد پنج اردوی تابستانی دیگر در دانشگاه پرینستون، دانشگاه کارنگی ملون، دانشگاه بوستون، دانشگاه کالیفرنیای آمریکا برکلی، و دانشگاه سیمون فریزر کانادا را راه‌اندازی کرده‌است.

## پژوهش
لی بر روی هوش مصنوعی، یادگیری ماشین، بینایی کامپیوتری، علوم اعصاب شناختی و علوم اعصاب محاسباتی کار می‌کند. او تقریباً ۱۸۰ مقاله پژوهشی داوری شده را منتشر کرده‌است. تحقیقات او در مجلات معتبر رایانه و علوم اعصاب، مانند طبیعت، مقالات آکادمی ملی علوم، مجله علوم اعصاب، کنفرانس بینایی رایانه‌ای و بازشناخت الگو، کنفرانس بین‌المللی بینایی رایانه‌ای، کنفرانس سیستم‌های پردازش اطلاعات عصبی، کنفرانس اروپایی بینایی رایانه، مجله بین‌المللی بینایی رایانه، و مقالات آی‌تریپل‌ئی در تحلیل الگو و هوش ماشین، منتشر شده‌است. از لی به عنوان یکی از پیشگامان هوش مصنوعی یاد می‌شود که «انسانیت را به هوش مصنوعی اضافه کرده‌است».
از کارهای شناخته شده لی، پروژه ایمیج‌نت است که تغییری بنیادی در حوزه درک بصری در مقیاس بزرگ ایجاد کرده‌است.
لی و تیم دانشجویان و همکارانش رقابتی بین‌المللی در زمینه شناسایی تصویری ایمیج‌نت به نام چالش تشخیص بصری بزرگ تصویری ایمیج‌نت  را بین سال‌های ۲۰۱۰ تا ۲۰۱۷ در جامعه دانشگاهی رهبری کرده‌است. بر اساس مقاله‌ای اخیر در انتشارات کوارتز، «بسیاری آن را به عنوان کاتالیزوری برای این رونق هوش مصنوعی، که جهان امروز شاهد است، می‌دانند.»
تحقیقات لی در بینایی رایانه به‌طور قابل توجهی به حوزه «درک مناظر طبیعی»  و «داستان‌گویی تصاویر» کمک کرده است. او برای دستاوردهای خود در این زمینه توسط انجمن بین‌المللی تشخیص الگو در سال ۲۰۱۶ تقدیر شده‌است. در سال ۲۰۱۵، لی در صحن اصلی تد در ونکوور سخنرانی کرد که از آن زمان تا به حال، بیش از ۲ میلیون بار مشاهده شده‌است.
در سال‌های اخیر، لی تحقیقات خود را به حوزه هوش مصنوعی و سلامت گسترش داده است و برای این منظور وی با آرنولد میلستین  در استنفورد همکاری می‌کند که از پیشگامان حوزه بهبود کیفیت خدمات درمانی است.

## تدریس
او درس CS231n در زمینه «شبکه‌های عصبی مصنوعی برای تشخیص بصری» را در استنفورد آموزش داده‌است. این درس در کورسرا نیز موجود می‌باشد. کورسرا یک سکوی یادگیری آنلاین است که توسط همکاران او در استنفورد، دافنی کالر و اندرو ان‌جی، تأسیس شده‌است.

## کتاب‌ها
لی به نوشتن یکی از بخش‌های کتاب معماری هوش: حقیقت دربارهٔ هوش مصنوعی از جانب مردمی که ایجادش کرده‌اند (۲۰۱۸)، نوشته آینده نگر آمریکایی مارتین فورد، کمک کرده‌است.

## واژه‌نامه
1. ↑  Stanford Artificial Intelligence Lab (SAIL)
2. ↑  AI4ALL
3. ↑  National Science Foundation Graduate Research Fellowship
4. ↑  John Etchemendy
5. ↑  Human-Centered AI Institute
6. ↑  ImageNet Large-Scale Visual Recognition Challenge (ILSVRC)
7. ↑  Understanding Natural Scene
8. ↑  Story-telling of images
9. ↑  Arnold Milstein